# Foch (stanice metra v Lyonu)
Foch je nepřestupní stanice lyonského metra na lince A v Lyonu. Do provozu byla uvedena v roce 1978 jako součást prvního úseku linky A

## Metro
Stanice Foch se nachází na lince A lyonského metra, mezi stanicemi Hôtel de Ville - Louis Pradel a Masséna.

## Historie
Stanice Foch byla uvedena do provozu 2. května 1978 během oficiálního zahájení provozu linky A lyonského metra ze stanice Perrache do stanice Laurenta Bonnevaye - Astroballe.
Nachází se na křižovatce ulic Cours Franklin-Roosevelt a Avenue Foch. Byla postavena podobně jako ostatní stanice na této trati. Jsou zde dvě koleje a dvě boční nástupiště o délce 70 metrů a šířce 3 metry. Nejsou zde žádní zaměstnanci, jízdenky se kupují a označují v automatech.
V roce 2003 byla vybavena výtahy pro osoby se sníženou pohyblivostí a 20. července 2006 byly do vchodů instalovány turnikety.
Výzdoba byla upravena v roce 1990, kdy se Oranžová barva ve stanici změnila na šedou. Lavičky byly přelakovány až mnohem později, v roce 2014, kdy se barva změnila z tmavě hnědé na šedou.

## Vstupy a okolní doprava

### Vstupy
Stanice má čtyři přístupy, dva v každém směru. V každém vstupu jsou prodejní automaty na vstupenky a turnikety.

### Okolní doprava
Kousek od stanice staví dvě linky sítě Transports en commun lyonnais (TCL), trolejbusová linka C4 a autobusová linka 27, na zastávce Foch - Roosevelt.
Kromě okolních ulic a náměstí vám umožní se dostat na různá místa, včetně: Place du Maréchal-Lyautey a Lycée Édouard-Herriot.